# Самарийдииридий
Самарийдииридий — бинарное неорганическое соединение
самария и иридия
с формулой Ir2Sm,
кристаллы.

## Получение
- Сплавление стехиометрических количеств чистых веществ:

{\displaystyle {\mathsf {Sm+2Ir\ {\xrightarrow {2500^{o}C}}\ Ir_{2}Sm}}}

## Физические свойства
Самарийдииридий образует кристаллы
кубической сингонии, пространственная группа F d3m, параметры ячейки a = 0,7557 нм, Z = 8,
структура типа магнийдимеди MgCu2.
Соединение конгруэнтно плавится при температуре ~2500 °C.